# Cheikh Hamidou Kane
Cheikh Hamidou Kane (Matam, 2 aprile 1928) è uno scrittore senegalese.
Cheikh Hamidou Kane è scrittore senegalese. Con il suo primo romanzo, L'ambigua avventura, scritto all'inizio degli anni cinquanta e pubblicato nel 1961, ottiene un enorme successo. Per un lungo periodo non tornerà alla letteratura, impegnato nella vita politica del suo paese. Nel 1995 uscirà in Francia il suo secondo romanzo, tradotto e pubblicato in Italia nel 2018 col titolo I custodi del tempio.

## Biografia
Cheikh Hamidou Kane nasce a Matam ed è figlio di Mamadou Lamine Kane (1894-1992) e di Yeyya Racine Kane (1904-1972). Appartiene ad una nobile famiglia del popolo dei Fulani. È educato alla religione islamica. Frequenta inizialmente la scuola coranica con il maestro Thierno Moctar Gadio (1870-1938) e poi la scuola elementare francese di Saint-Louis, e il liceo a Dakar. Dopo la maturità prosegue gli studi a Parigi dove si iscrive alla facoltà di diritto per preparare il concorso di ingresso alla Scuola Nazionale d'Oltre Mare (ENFOM) e, in parallelo, la facoltà di lettere, cosa che gli permette di ottenere, nel 1959, le due lauree, in diritto e filosofia. Durante i suoi studi alla Sorbona collabora con la rivista Esprit e frequenta i circoli intellettuali parigini. Nel 1957 sposa la cugina Yaye Oumou Amadou Kane da cui avrà due figli. Al suo rientro in Senegal occupa rapidamente importanti funzioni amministrative. Nel marzo 1960 è nominato governatore della regione di Thiès. E nel 1961 è nominato capo gabinetto al Ministero per lo Sviluppo e la pianificazione. Nel maggio 1962 contrae un secondo matrimonio con Marie-Thérèse Boris, un'ostetrica incontrata in Francia e assegnata all'ospedale Dantec. Nel 1963 è nominato primo consigliere dell'ambasciata senegalese a Monrovia. Nel 1963 per divergenze politiche lascia il Senegal per un decennio. 
Nel 1976, impegnato presso l’International Development Research Center (IDRC) di Ottawa, decide di tornare in Senegal. Il presidente Léopold Sédar Senghor gli affida vari importanti progetti industriali e nel 1978 lo nomina Ministro per lo sviluppo industriale e l'artigianato. Dal 1981 al 1988 ricopre la carica di Ministro della pianificazione e della cooperazione sotto Abdou Diouf. Viene eletto nel 2002 presidente di Tabital Poulagou, un'associazione per difesa dei valori culturali del popolo dei Fulani. Nel 2009, a fianco di Amadou Mactar M'Bow, è nominato Vicepresidente della Conferenza nazionale del Senegal.

## L'ambigua avventura
Il romanzo è stato scritto nel 1952, pubblicato a Parigi dall'editore Julliard nel 1961, e nel 1962 ha ricevuto il Gran Premio Letterario dell'Africa nera d'espressione francese. È tradotto e pubblicato per la prima volta in Italia a Milano nel 1979 da Jaka Book. Presenta tratti autobiografici. Il protagonista è il giovane Samba Diallo, figlio del capo del Diallobé che riceve una approfondita cultura islamica presso la scuola coranica dove viene istruito dal severo e riverito maestro Thierno e una formazione occidentale presso la scuola francese.

## I custodi del tempio
Trentaquattro anni dopo L'ambigua avventura, nel 1995, viene pubblicato a Parigi dalla casa editrice Stock il libro Les Gardiens du Temple, tradotto e pubblicato in Italia, a Milano, nel 2018 dalla casa editrice Calabuig.